# Parti communiste slovaque

Drapeau du Parti communiste slovaque.

Durant les années du régime communiste en Tchécoslovaquie (précisément de 1948 à 1990), l'organisation du Parti communiste tchécoslovaque pour la république socialiste slovaque (sans homologue pour la république socialiste tchèque) portait le nom de Parti communiste de Slovaquie (sk) (Komunistická strana Slovenska, KSS). 
Le Parti communiste slovaque (Komunistická strana Slovenska, KSS) est actuellement un parti politique slovaque fondé en 1992 par la fusion de deux mouvements fondés l'année précédente par des éléments orthodoxes de l'ancien Parti communiste de Slovaquie opposés à sa transformation en Parti de la gauche démocratique, le Parti communiste de Slovaquie - 91 (en) et l'Union des communistes de Slovaquie (en). Le parti a le statut d'observateur au sein du Parti de la gauche européenne mais présente un regard critique sur cette organisation.

## Résultats électoraux

### Élections présidentielles
Le KSS présente la candidature de Milan Sidor lors de l'élection présidentielle de 2009. Il arrive en dernière position avec 20 862 suffrages, soit 1,11 % des voix. En 2004, le KSS avait soutenu la candidature du président sortant, Rudolf Schuster, sèchement battu avec 7,4 % des voix.
En 2014, il soutient la candidature de Ján Jurišta (sk), ancien diplomate tchécoslovaque puis slovaque en Amérique latine, qui obtient 12 209 voix, soit 0,64 % des suffrages exprimés.

### Élections parlementaires
- En 1998, le KSS obtient 2,79 % des voix.
- De 2002 à 2006, le KSS disposait d'un groupe parlementaire de 11 députés grâce à son score de 6,3 % des voix lors des élections législatives, performance qu'il n'a pas réédité depuis.
- En 2006, son score tombe à 3,88 % et le KSS perd sa représentation parlementaire.